# Armoiries de l'île Christmas (Australie)
Le Blason de l'Île Christmas est l'emblème de ce territoire extérieur. Il fut adopté le 14 avril 1986. Il est composé d'un champ d'azur, dans lequel figurent cinq étoiles d'argent qui représentent la  Constellation de la Croix du sud un des symboles de l'Australie. 
Les étoiles de la Constellation de la Croix du sud sont situées  sur des ondes schématiques.
L'azur symbolise l'Océan Indien qui entoure l'île.